# Better Off Ted - Scientificamente pazzi
Better Off Ted - Scientificamente pazzi (Better Off Ted) è una serie televisiva statunitense a camera singola di genere commedia, che ha debuttato il 18 marzo 2009 sulla ABC. Victor Fresco è il creatore e anche il produttore esecutivo della serie. È prodotta dalla 20th Century Fox Television. Dopo una prima stagione di 13 episodi, è stata rinnovata per una seconda stagione di 13 episodi. Nel 2009, la serie è stata nominata per il premio Ewwy (assegnato dal magazine Entertainment Weekly) per la miglior serie comica. A causa dei bassi ascolti, la trasmissione della serie è stata sospesa all'undicesimo episodio della seconda stagione e cancellata nel maggio successivo. I due episodi mancanti sono stati trasmessi in prima visione sul canale televisivo australiano The Comedy Channel il 17 e il 24 agosto 2010.

## Episodi
| Stagione         | Episodi | Prima TV USA | Prima TV Italia |
| ---------------- | ------- | ------------ | --------------- |
| Prima stagione   | 13      | 2009         | 2009            |
| Seconda stagione | 13      | 2009-2010    | 2011            |

## Personaggi e interpreti
- Theodore Margaret "Ted" Crisp, interpretato da Jay Harrington e doppiato da Vittorio Guerrieri.
Il protagonista della serie. È il capo del settore ricerca e sviluppo alla Veridian Dynamics. Ted è in qualche modo simile a un collegamento tra i lavoratori e la gestione della Veridian.
- Veronica Palmer, interpretata da Portia de Rossi e doppiata da Roberta Greganti.
È il capo di Ted. È apparentemente priva di emozioni e di coscienza, disposta a qualsiasi cosa per promuovere se stessa e la società. È evidente che prova dei sentimenti per Ted. Sembra spesso che Ted l'abbia contagiata: occasionalmente aiuta sia lui che altri dipendenti. Di solito si vedrà che tali attività avranno secondi fini. Ha una sorella, che alimenta nel sonno per restare più magra di lei, e un padre, con cui ha una forte concorrenza.
- Linda Katherine Zwordling, interpretata da Andrea Anders e doppiata da Laura Lenghi.
È nel reparto testing alla Veridian. Mostra il desiderio di una relazione con Ted, anche se è spesso frustrata dalla sua regola "una sola storia in ufficio". Si rifiuta di compromettere i suoi principi ed è spesso centro morale della squadra.
- Philip "Phil" Myman e Lem Hewitt, interpretati da Jonathan Slavin e Malcolm Barrett e doppiati da Nanni Baldini e Franco Mannella.
Sono due brillanti scienziati coinvolti nella ricerca e sviluppo. Nei casi in cui Phil è emotivamente sensibile, Lem tende ad agire esclusivamente basato sulla logica, incurante del fatto che le cose non sono viste da tutti nel modo più razionale come da lui.
- Rose Crisp, interpretata da Isabella Acres.
È la figlia di Ted.